# Росляков, Фёдор Васильевич
Фёдор Васильевич Росляков (8 сентября 1918, село Сотни, Славяносербский уезд, Екатеринославская губерния, Украинская Держава — 18 ноября 1972, Видное Московской области) — советский радиоспортсмен.

## Биография
В 1934 году переехал в Харьков; окончив школу радистов, стал работать в радиоцентре Харьковского центрального телеграфа.
В годы Великой Отечественной войны обеспечивал связь командованию Балтийского флота, был награждён орденом «Красной Звезды» и пятью медалями.
В послевоенные годы участвовал в соревнованиях по радиоспорту по приёму и передаче радиограмм. В 1948 году он стал чемпионом страны по этому виду спорта. За пять лет поднял рекорд в приёме радиограмм со 320 знаков в минуту по системе Парис до 440 знаков, увеличив официальный мировой рекорд американца Мака Тейлора, установленный в 1938 году, на 100 знаков.
Участник 4-й (1959 год) и 7-й (1962 год) антарктических экспедиций, был радиотехником отряда связи на станции «Мирный».
Подготовил десятки мастеров спорта СССР и призёров соревнований.
С 1956 года до конца жизни был начальником любительской коллективной радиостанции при Центральном радиоклубе СССР.

## Награды
- Орден Красной Звезды
- орден Трудового Красного Знамени (1968)
- Медаль «За трудовую доблесть» (27.04.1957) (удостоен первым среди радиоспортсменов) — «за успехи, достигнутые в деле развития массового физкультурного движения в стране, повышения мастерства советских спортсменов, и успешное выступление на международных соревнованиях»
- медали
- Заслуженный тренер РСФСР